# Franco Ballerini
Franco Ballerini (11. december 1964 – 7. februar 2010) var en italiensk landevejscykelrytter. Han var mest kendt for at have vundet Paris-Roubaix to gange i 1995 og 1998. Han kom også på andenpladsen i løbet i 1993 efter at være blevet slået af Gilbert Duclos-Lasalle på målstregen.
Franco Ballerini døde 7. februar 2010 efter at have lidt skade ved en ulykke i et rallyløb.